# OMG! Ubuntu!
OMG! Ubuntu! è un blog creato nell'agosto 2009 che offre recensioni e notizie sulla distribuzione Linux Ubuntu e sulle sue derivate e in generale sul mondo di Linux e del software libero. Il sito è parte della rete della Ohso Ltd. Il suo target di utenti è più quello del lettore medio che quello del programmatore.
Il sito è stato registrato il 2 settembre 2009. Il principale editore, Joey-Elijah Sneddon, ha annunciato che verso la fine di maggio 2011 OMG! Ubuntu! ha raggiunto 3 milioni di pagine lette al mese.
Inizialmente il blog era basato su Blogger mentre ora si è passati all'utilizzo della piattaforma open source WordPress, con un tema personalizzato disegnato dal comproprietario e scrittore su OMG! Ubuntu! Benjamin Humphrey e con diversi widget e plugin per integrare altri siti.

## Formato
Il sito offre aggiornamenti e notizie attraverso dei post sulla distribuzione Linux Ubuntu come anche interviste a personaggi chiave del mondo di Linux come Jono Bacon, Linus Torvalds e Jeff Waugh.
Il sito ha un grado di integrazione con la piattaforma Ask Ubuntu, dimodoché vengano pubblicate le domande e le informazioni che hanno un punteggio elevato.
Nell'aprile del 2011, per celebrare il rilascio di Ubuntu 11.04 e come risposta alla confusione circa l'introduzione della interfaccia di Unity, il sito pubblicò una guida interattiva per aiutare i nuovi utenti.

## Altri prodotti
Il sito di OMG! Ubuntu! ha pubblicato un gioco per Ubuntu chiamato Volley Brawl, disponibile attraverso l'Ubuntu Software Center
Una libera applicazione per Android è disponibile per visionare il sito.